# Загорицы (Псковская область)
Загорицы — деревня в Псковском районе Псковской области России. Входит в состав Писковичской волости.
Деревня расположена на реке Великой, северо-западнее города Пскова, к западу от волостного центра, деревни Писковичи.
| 2001 | 2002 | 2010 | 2012 |
| ---- | ---- | ---- | ---- |
| 305  | ↗347 | ↗357 | ↗372 |